# ボストン絞殺魔事件
ボストン絞殺魔事件（ボストンこうさつまじけん、英語: The Boston Strangler）は、アメリカ合衆国のマサチューセッツ州ボストンで1962年から1964年にかけて起きた連続殺人事件。
約1年半の間、上は75歳から下は19歳まで、計13人の女性が性的暴行を受けた上で殺害され、当時のボストン市民たちを恐怖に陥れ、大きな影響を与えた。
1965年に犯人としてアルバート・デサルヴォが断定され、その人物が刑務所内で死去したことで、事件は一応の終息を見せたものの、1980年代以降には冤罪説が数多く浮上し、再び脚光を浴びていた。
2013年、最後の被害者であるメアリー・サリバンの体内に残されていた精液とアルバート・デサルヴォの甥から採取されたDNA型を比較したところ、強い関連を示し、デサルヴォの遺体を掘り起こしDNA鑑定を行った結果、本人のものと一致が確認された。

## 概要
1962年6月14日に55歳の女性アンナ・スレッサーズが自宅で殺害されたことを皮切りに、約2ヵ月間で50歳代から70歳代までの女性たちが絞殺体で発見された。いずれも共通点として、遺体発見時はほぼ全裸であり、強姦はされていないものの性的な暴行を受けた形跡があり、絞殺にはショーツストッキングやタイツなどその女性の衣服が用いられていた。また、絞殺に用いた衣類を蝶結びにしたり、殺害後の遺体の女性器を露出状態にしたりと、異常な性的な行動をとった犯行にも見受けられた。センセーションを売り物とする新聞は当時、これらの犯人を「絞殺魔 (Strangler)」の名で報道した。
同年12月5日にソフィー・クラークの絞殺体が発見されたが、以前の被害者と違い、今回は20歳の若い女性で、これまでになかった強姦の形跡があった。同月12月31日に絞殺されたパトリシア・ビセットも20歳代であり、やはり強姦の形跡があり、さらに絞殺の形跡はあったものの直接の死因は刺殺であった。その後も翌1963年まで、20歳代、50歳代、60歳代の女性と被害が続いた。この年の最後の犯行は11月23日だったが、これは第35代大統領ジョン・F・ケネディが暗殺された翌日であり、アメリカ中が喪に服している最中でのこの犯行を、ある精神医学者は後に「近代犯罪史上稀に見る誇大妄想狂による犯行」と呼んだ。
1964年1月4日に最後の犯行が行われた。被害者はメアリー・サリバン、これまでで最年少の19歳であり、発見時にはベッドの上で両膝を立てて脚を広げ、陰部に箒を挿入されているという、全犯行中で最悪の姿であった。しかも1月の犯行ということで、現場にはグリーティングカードが残されており、さらにフィルムの包み紙らしきものが残されていたことから、あたかも犯人は自分の成果を写真に収めたかのようであった。19歳の少女へのこの残忍な犯行に対し、ボストン市内では犯人に対してこれまでにない怒りが巻き起こった。

## 捜査
ボストン警察署は空前の捜査体制を敷き、連邦捜査局(FBI)にも応援を募り、後には選り抜きの刑事50名による特別機動パトロール隊が市内の巡回にあたった。2000人以上の警察官が毎日12時間から14時間も勤務したにもかかわらず、決定的な手掛かりは皆無であった。
1964年以降は新たな捜査方法が必要と見られたことから、マサチューセッツ州法務庁が一連の事件を担当することになった。同州法執行機関の頂点に位置する法務庁の刑事事件介入は異例のことであったが、依然、捜査は袋小路に陥っていた。とある資産家の紹介により、オランダで超能力者を名乗るピーター・フルコスが捜査に協力したが、彼の能力も事件解決には結びつくことはなかった。
当初は被害者の年代、殺害方法、形跡などから、老齢の婦人ばかりを相手取った単独犯による犯行と思われたが、途中からは20歳代の若い女性、最後に至っては十代の少女が殺害されたことで捜査陣は混乱に陥り、老齢の婦人を狙う絞殺魔を模倣し、別の者が若い女性を襲っているという複数犯説も浮上した。事実、絞殺魔の出現後は、ボストン市内での女性の絞殺事件はすべて絞殺魔によるものと報じられる傾向があり、一連の事件とはまったく別の人物の起こした殺人事件が、事件終息後も絞殺魔の仕業とされているケースも存在している。捜査陣では複数犯説が有力であったが、プロファイリングの先駆者といわれる ジェイムズ・A・ブラッセルは唯一、単独犯説を主張した。

## 犯人逮捕

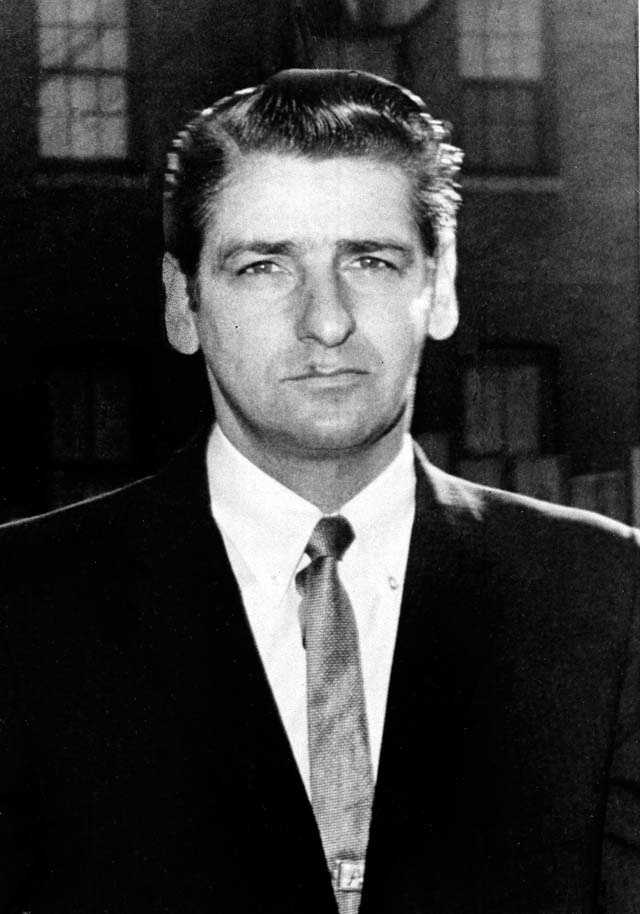
アルバート・デサルヴォ

この絞殺魔事件の一方で、1964年から約9か月間にわたり、マサチューセッツ州を含む広範囲で約300件の連続婦女暴行事件が起きており、警察は犯人と思しき者の服の色から「グリーンマン（緑の男）」と呼んでいた。同年11月6日、グリーンマン事件の犯人としてアルバート・デサルヴォが逮捕され、精神疾患の疑いから翌1965年に精神病院に収容された。ここで同室となった殺人犯ジョージ・ナッサーが、彼を絞殺魔事件の犯人として弁護士に密告。ナーサーによれば、会話内容から彼を絞殺魔と直感したとのことであり、弁護士がデサルヴォに面会したところ、彼は自分が絞殺魔であることを認めた。当時の警察は「グリーンマン事件」と「ボストン絞殺魔事件」を同一犯によるものとは見なしておらず、捜査上のミスといえた。彼の告白により、当時の警察が同一犯と見なしていなかった犯行が2件加わり、一連の事件の被害者は以下の13人と判明した。
| #  | 犯行日 | 犯行日   | 被害者               | 没年齢 |
| -- | ------ | -------- | -------------------- | ------ |
| 1  | 1962年 | 6月14日  | アンナ・スレッサーズ | 55     |
| 2  | 1962年 | 6月28日  | メアリー・マレン     | 85     |
| 3  | 1962年 | 6月30日  | ニーナ・ニコルズ     | 68     |
| 4  | 1962年 | 6月30日  | ヘレン・ブレイク     | 65     |
| 5  | 1962年 | 8月19日  | ジェーン・サリバン   | 75     |
| 6  | 1962年 | 8月20日  | アイダ・ジューガ     | 67     |
| 7  | 1962年 | 12月5日  | ソフィー・クラーク   | 20     |
| 8  | 1962年 | 12月31日 | パトリシア・ビセット | 23     |
| 9  | 1963年 | 3月9日   | メアリー・ブラウン   | 69     |
| 10 | 1963年 | 5月6日   | ビバリー・セイマンズ | 23     |
| 11 | 1963年 | 9月8日   | エブリン・コービン   | 58     |
| 12 | 1963年 | 11月23日 | ジョアン・グラフ     | 23     |
| 13 | 1964年 | 1月4日   | メアリー・サリバン   | 19     |

デサルヴォの告白で初めて明らかになった被害者は、2人目のメアリー・マレンと9人目のメアリー・ブラウンである。前者は襲われた際に心臓発作で死亡したと見られ、当初は自然死と見なされていた。後者は死因が絞殺ではなく刺殺の上、当時の状況から押し込み強盗と見なされていたのである。
デサルヴォは本事件の詳細を熟知しており、警察の公表していない事柄はおろか、警察が把握していないことまで熟知していたことから、捜査陣は彼をほぼ確実に絞殺魔と断定した。しかし当時は有力な物的証拠がなく、彼の告白のみが唯一の証拠であった。そこで法廷での妥協案として、検察は彼をグリーンマン事件のみで訴追するという司法取引が行なわれた。結果、法廷では絞殺魔事件について触れられることはなく、デサルヴォはグリーンマン事件の犯人として終身刑が宣告された。
1973年11月26日、デサルヴォは収容先のマサチューセッツ州ウォルポール刑務所の独房で刺殺体となって発見された。所内の麻薬密売にまつわるトラブル、または囚人同士の言い争いの末によるものとも見られたが、犯人は不明である。

## 冤罪説
デサルヴォが法廷で絞殺魔として裁かれることは最期までなく、1980年代以降、本事件には多くの冤罪説が唱えられていた。

### 発覚の経緯
デサルヴォは前述のように、精神病院での同室のジョージ・ナッサーとの会話内容から絞殺魔と発覚したとされているが、実際にはデサルヴォは真の絞殺魔から事件の詳細を聞いたとの説もあり、デサルヴォは自身が注目を浴びたいがため、もしくは精神疾患ゆえにその内容を自白として警察に告げたとの説も有力視されている。
また1992年には、そのジョージ・ナッサーの精神構造が一連の絞殺魔事件に似つかわしいとの精神科医の意見により、ナッサーこそが真の絞殺魔であり、デサルヴォの精神疾患につけこみ、彼に自白を促し、自分が絞殺魔と疑われることを避けたとの説も浮上している。なおナッサー自身はその後、絞殺魔とは別の殺人事件により終身刑を受けている。

### 自白内容
アメリカのジャーナリストであるスーザン・ケリー(Susan Kelly)は、1996年の自著『The Boston Stranglers』で、デサルヴォの自白内容のいくつかが、被害者のうちの何人かの殺害状況、殺害当日の行動、凶器の所在などと一致しないこと、さらに殺害時に目撃された不審人物がデサルヴォの容姿と一致しないことを指摘し、デサルヴォが犯人でないとの主張を展開している。
また前述のように、この事件の捜査には州の法務庁が介入していたが、当時の法務長官エドワード・ブルックが上院議員選挙に立候補していたことから（エドワード・ブルック#生涯も参照）、デサルヴォを強引に自白させて犯人に仕立て上げて事件解決につなげ、ブルックの名声を高めることで選挙の演出に利用したとの声もある。この裏づけとして当時の捜査本部では、デサルヴォの自白内容はあたかも秘匿されるかのように、その内容を知る者は限られ、デサルヴォが犯人であることを疑問視する検察官や警察官も少なくなかったという。

### 物的証拠
事件の物証としては指紋、頭髪、血液、精液などが残されていたが、それらはFBIの犯罪研究所に送られたものの、FBIからの回答は皆無であり、物証がデサルヴォと一致したかどうかを知る警察官は存在しない。
2000年、デサルヴォの遺族と最後の犠牲者メアリー・サリバンの遺族が司法長官とボストン警察に物証の開示を求めたが、デサルヴォが絞殺魔として起訴されていないことを理由に、開示は拒否された。メアリーの遺族は自ら、埋葬されている彼女の遺体をもとにワシントン大学に調査を依頼したところ、遺体に犯人と思しき体液の痕跡があり、DNA型鑑定によりデサルヴォと一致しないことが判明している。しかし、DNA鑑定における精度が向上したとしてメアリー殺害現場の生物学的物証はバージニア州とテキサス州のラボで検査され、2013年7月12日にデサルヴォの墓から遺体を掘り出してDNA鑑定を行った結果、完全に一致し、少なくともメアリー殺害については物証が裏付けられた。

### 犯罪心理学による分析
絞殺魔事件の後にデサルヴォが起こしたグリーンマン事件は殺人事件ではなく婦女暴行、いわば単なる変質者の犯行だが、変質者がエスカレートして殺人事件へ発展したのならともかく、逆に殺人犯が、それより軽い犯罪である変質者になったというのは犯罪心理学にから見て不自然とする意見もある。
1970年代以降にFBIにプロファイリングによる行動科学班が設立され、犯罪心理学や犯罪行動学が発達した後は、ボストン絞殺魔事件は複数犯だとする説が有力視されている。元FBI捜査官ロバート・K・レスラーも、絞殺魔事件を最終的にデサルヴォの単独犯と断定した捜査当局の見方に疑問を抱き、結論を急ぎすぎたと語っている。

### デサルヴォの最期の疑惑
デサルヴォの担当医によれば、デサルヴォは死去前日に担当医に電話し、絞殺魔の告白の経緯について世間に公表すると語ったという。またウォルポール刑務所の警備はマサチューセッツ州で最も厳重といわれる上、彼のもとへ行くまでには厳しいチェックを6回も要するにもかかわらず、彼を殺害した犯人は未だに不明である。さらに刺殺にもかかわらず遺体に争いの形跡はなく、彼の毛髪からは精神安定剤が検出された上、デサルヴォの実弟は殺害前日、彼から「食事のせいで気分が悪い」と電話を受けている。このことからデサルヴォは、自白を撤回しようとしたところを口封じのために暗殺され、襲撃時に抵抗できないよう薬物を投与されていたとの説も浮上している。

## 影響

### ボストン市への影響
アメリカが空前の経済的繁栄を迎えた1960年代、ボストンは全米の主要都市の中で唯一人口を減少させた「斜陽都市」として衰退状態にあった。先の大統領選でマサチューセッツ州選出の上院議員ジョン・F・ケネディがホワイトハウス入りを果たしたのを機に、市内の名士たちは政治的立場を乗り越えて打って一丸となり、ボストン再興を旗印に全精力と総工費10億ドルをかけた一大再開発プロジェクトを立ち上げた（ボストン#歴史も参照）。具体的には、プルデンシャル生命保険本社超高層ビルを中心とした世界最大級のビジネスパークの建設、NASA本部など連邦政府機関本部の誘致や、市内に点在するスラム街の再開発などからなる大規模なものであった。しかし、「ニュー・ボストン」と銘打たれた、ボストン政財界の総力が結集したこの計画が満を持して発表された1962年6月14日、前述のようにボストン絞殺魔の最初の犯行があったため、再開発の大事業は本事件によってトップニュースの座を奪われてしまい、皮肉にもボストンは復興事業ではなく殺戮都市として注目を集める結果となった。

### 市民への影響
絞殺魔の出現により、当時のボストンは恐怖に包まれた。1962年8月24日付の『ボストン・ヘラルド』紙の社説は「ヒステリーでは何も解決しない。統計学上、貴女が絞殺魔の犠牲になる確率は限りなくゼロに近いのである」と市民、特に女性に対して冷静になるよう訴えた。しかしその社説が掲載されたわずか6日後に絞殺魔による5人目の犠牲者が発見されたのである。未婚や未亡人として1人暮しをする女性はほとんど、ドアに複数の鍵やチェーンを取りつけ、身元の不確かな者を家に入れることを断った。このためにガスや電気の検針員、電報配達員、市場調査員、政治家の運動員、フィールドワークを行なう学生たちは家を訪れてもドアを開けてもらえないことが多くなった。特に訪問販売を主体としていた化粧品会社フーラー・ブッシュやエイボン・プロダクツは売上が激減することになった。反面、防犯対策として錠前、閂、ドアチェーン、ドアスコープのレンズなどが飛ぶように売れた。
女性たちは絞殺魔から身を守るため、部屋に即席のバリケードを作り、就寝時は万一の際の武器として有りあわせの傘やストックなどを備えた。空手などの護身術を習う者も増えた。番犬を飼おうとする女性も多く、動物愛護協会の犬猫保護所の前には、野犬狩りで捕えられた犬を譲り受けようとする人々が毎日のように行列を作った。照明を消した階段に空き缶を並べる防犯手段も流行した。勤務で家を空けざるを得ない男性たちは、家族の安全の確認のために自宅に頻繁に電話を入れ、1日に20回も電話する者もいた。
一連の事件はすべて室内での犯行であったが、女性たちの恐怖心は外出時も収まることはなく、日没後の外出を避ける女性が増え、どうしても外出が必要な際は2人以上で出かけたり、番犬を連れたり、催涙スプレーやナイフを携帯する者もいた。
警察に犯人通報用の専用電話が設けられ、絞殺魔に関する情報が数多く寄せられたが、ほとんどは自分の愛人、元愛人、近隣の住民を名指しにしたものだった。ある女性は近所に住む若い男性を絞殺魔かと疑い、警察に通報後、恐怖心のあまり自宅の3階の窓から飛び出し、そのまま転落した。このように絞殺魔への恐怖のあまり、精神に異常を来す者もいた。このようなパニック状態に、警察も完全にお手上げの態であった。彼らが市民に対して行えたアドバイスと言えば「ドアを厳重にロックすること」「建物に侵入しようとする不審者や挙動不審の者がいたら直ちに警察へ通報すること」といった程度のことだった。

### 事件の終息後
デサルヴォの逮捕後、本事件とデサルヴォは映画でも格好の題材とされており、特に1968年に公開された『絞殺魔』（リチャード・フライシャー監督、トニー・カーティス主演）と『殺しの接吻』（No Way to Treat a Lady、ジャック・スマイト監督、ロッド・スタイガー主演）が知られている。前者は事件を真面目に取り上げたセミドキュメンタリー作品であり、後者はブラックコメディに仕立て上げられた軽めの作品である。
また、本事件からヒントを得た映画としてはデサルヴォ逮捕前から企画が開始された1964年公開の"The Strangler"が今日ではカルト映画として評価されている。容疑者が逮捕される前の犯人像が不明の時期に企画が開始したため、実際の事件よりもアルフレッド・ヒッチコック監督の『サイコ』からの影響が強い恐怖映画となっている。主人公の殺人鬼役はヴィクター・ブオノが演じ、脚本は推理作家のビル・S・バリンジャーが担当した。
その後、21世紀に入っても監督候補マーク・ロマネク、主演ケイシー・アフレックにより、本事件をテーマとした映画製作の企画が報じられている。2023年にはリドリー・スコット製作、キーラ・ナイトレイ、キャリー・クーン主演で事件を追う2人の女性新聞記者の姿を描いた映画『ボストン・キラー 消えた絞殺魔』がアメリカではHulu、アメリカ以外ではDisney+で公開予定。